# Objeto cultural
Un objeto cultural es una entidad que se caracteriza por participar de la naturaleza de los objetos reales y de los ideales sin confundirse con ellos.
Los objetos culturales cuentan con una base o sustrato material, una significación espiritual y, sobre todo, sentido. Son los objetos producidos por el hombre en atención a algo significativo, y pueden ser de carácter estético, utilitario, o algún otro fin propuesto por el mismo hombre.
Como ejemplo se pueden mencionar objetos artísticos como el lenguaje, las instituciones políticas, el derecho, la ciencia o la filosofía.
Puede agregarse  que a los fines de una definición sintética de Objetos Culturales se dice que son aquellas producciones intelectuales que tienen cierta resonancia social, que son de naturaleza simbólica, que ocupan un tiempo y un espacio, que pueden recuperarse en el momento que el usuario o gozador del mismo lo desee, y que no deben atentar contra la dignidad de la persona, lo que excluye, por caso, a los aparatos de tortura. Una de sus grandes particularidades es que los Objetos Culturales posibilitan y propician múltiples lecturas que van desde lo filosófico hasta lo histórico, pasando por lo político, lo sociológico y lo antropológico. Como ejemplo más universal de Objeto Cultural puede mencionarse no sólo la literatura sino también el cine, pero además califican como objeto cultural la música, los más-media, así como las instituciones.